# Katherine (Australia)
Katherine è una città australiana, situata nel Territorio del Nord, 320 km a sud-est di Darwin. Katherine ha preso il nome dal fiume omonimo e ha una popolazione di circa 7 500 abitanti. 
La Regione di Katherine è molto vasta, con circa 400 000 chilometri quadrati, grande quasi quanto la Francia; la regione è nota per le sue gole e fiumi, tra cui Katherine Gorge, Victoria River, Daly River, Roper River e molti altri.